# Cyphonoxia maljuzhenkoi
Cyphonoxia maljuzhenkoi är en skalbaggsart som beskrevs av Zaitzev 1927. Cyphonoxia maljuzhenkoi ingår i släktet Cyphonoxia och familjen Melolonthidae. Inga underarter finns listade i Catalogue of Life.